# Robbie Williams
Robert Peter Williams (13 de fevereiro de 1974) é um cantor, compositor britânico nascido em Stoke-on-Trent, Inglaterra. Iniciou sua carreira como membro do grupo Take That (1990 a 1995) e alcançou enorme sucesso ao se lançar em carreira solo em 1996, tornando-se um dos maiores expoentes da música pop da Inglaterra. Em 2002 assinou aquele que veio a ser o maior contrato fonográfico da história da música britânica até então, recebendo 80 milhões de libras esterlinas da gravadora EMI.
Ao longo de sua carreira, Robbie Williams já vendeu mais de 75 milhões de álbuns, alguns dos quais figuram entre os 100 mais vendidos da história do Reino Unido, onde liderou o ranking de artistas mais tocados entre os anos 2000-2010. Em 2022, tornou-se o artista solo com mais discos a alcançar o topo das paradas britânicas com quatorze, superando a marca de Elvis Presley.
Em 2003, Robbie Williams realizou três concertos em Knebworth, levando 375 mil pessoas àquele que, até então, veio a ser o maior evento da história da música britânica. Na oportunidade, Robbie Williams quebrou o recorde mundial relativo ao maior Karaokê do mundo, quando ele e o público cantaram a música "Strong", cuja letra foi projetada na tela. O recorde mantido até 2009, quando 160 mil pessoas cantaram "Friends in Low Places" de Garth Brooks em uma corrida da NASCAR.
Em 2004 Robbie foi introduzido no Music Hall of Fame do Reino Unido. Ele é, até hoje, o maior vencedor de Brit Awards, o mais importante prêmio da música do Reino Unido, com 18 estatuetas no total. Em 2006 entrou para o Livro Guinness de Recordes Mundiais por vender 1,6 milhões de ingressos em um único dia para a turnê "Close Encounters"
Em 2010 Robbie se uniu novamente ao Take That para a gravação do álbum Progress, que vendeu 235.000 álbuns em seu primeiro dia de lançamento. Ao final da primeira semana, o álbum tinha vendido 518.601, tornando-se o segundo álbum mais rapidamente vendido na história das paradas do Reino Unido, marca que veio a ser superada em 2015 por 25, da cantora Adele.

## Biografia
Nascido em 13 de fevereiro de 1974, na Inglaterra, Robbie Williams iniciou a carreira no grupo Take That, em 1990. 

### O período no Take That
O início da carreira musical de muito sucesso deu-se no grupo Take That, fundado em 1990, com a qual conseguiu grande sucesso, tendo oito singles na lista de mais vendidos do Reino Unido.
Espécie de pioneiro na retomada do formato contemporâneo das boy bands, o Take That consagrou-se como o maior vendedor de discos na ilhas britânicas desde os Beatles. Robbie Williams decidiu seguir seu próprio caminho em 1995 após ser confrontado pelos colegas, que não o queriam na banda em razão de seu comportamento considerado "inadequado". Este confronto se deu após Robbie desobedecer as regras do grupo e ir ao Festival de Glastonbury, em companhia dos irmãos Gallagher, do Oasis. 

### 1996–1999: Robbie e "Los Angeles"
Depois da saída do grupo, teve problemas com drogas e álcool. Começou a carreira-solo em 1996, com o single "Freedom '90". Passou um curto período numa clínica de desintoxicação. 
Após uma série de batalhas judiciais decorrentes de uma cláusula que o proibia de iniciar carreira solo até o fim do grupo, Robbie Williams finalmente conseguiu lançar seu primeiro single: uma versão de "Freedom '90", de George Michael, que atingiu o 2º lugar nas paradas britânicas em 1996.
O resultado gerou desconfiança por parte da gravadora, já que o crédito de "ex-Take That" não o ajudava a ter credibilidade. Em 1997, lançou o álbum Life thru a Lens. O primeiro single lançado foi "Old Before I Die", que apresentava uma sonoridade mais ousada e letra irônica, alcançando novamente o 2º lugar nas paradas, sem qualquer impacto comercial. Os singles subsequentes tiveram resultados ainda piores ("Lazy Days" - 8º lugar, "South of the Border" - 14º lugar), o que parecia decretar o fim de sua carreira. Foi então que Robbie fez uma última tentativa, lançando o single "Angels". A música tornou-se um dos maiores sucessos da história, ficando no Top 10 das paradas durante 28 semanas e ressuscitando a carreira do cantor. "Angels" foi eleita a melhor música dos últimos 25 anos (da época) pelos ouvintes da BBC e recebeu um prêmio especial na 15º edição do Brit Awards de 2005. 
Após o sucesso do 1º disco, Robbie lança I've Been Expecting You, seu segundo disco, que estourou em vendas no Reino Unido. Contava com as canções  como "Strong" e "Millennium", que reafirmaram seu talento entre os súditos da Rainha. Em "No Regrets", ele contou com os Pet Shop Boys nos vocais. 
De olho no mercado americano, Williams resolveu lançar a compilação The Ego Has Landed, em 1999, apenas naquela praça, onde não obteve o sucesso esperado. Em outubro de 2000, não mediu esforços no álbum Sing When You're Winning, que, voltado para o pop dançante, é considerado um de seus melhores trabalhos. Williams faz um dueto com Kylie Minogue em "Kids" e emplacou novo hit, "Rock DJ", cujo clipe gerou polêmica ao apresentar o músico nu e arrancando pedaços de seu corpo em uma pista de patinação.

### 2000–2003: Ascensão

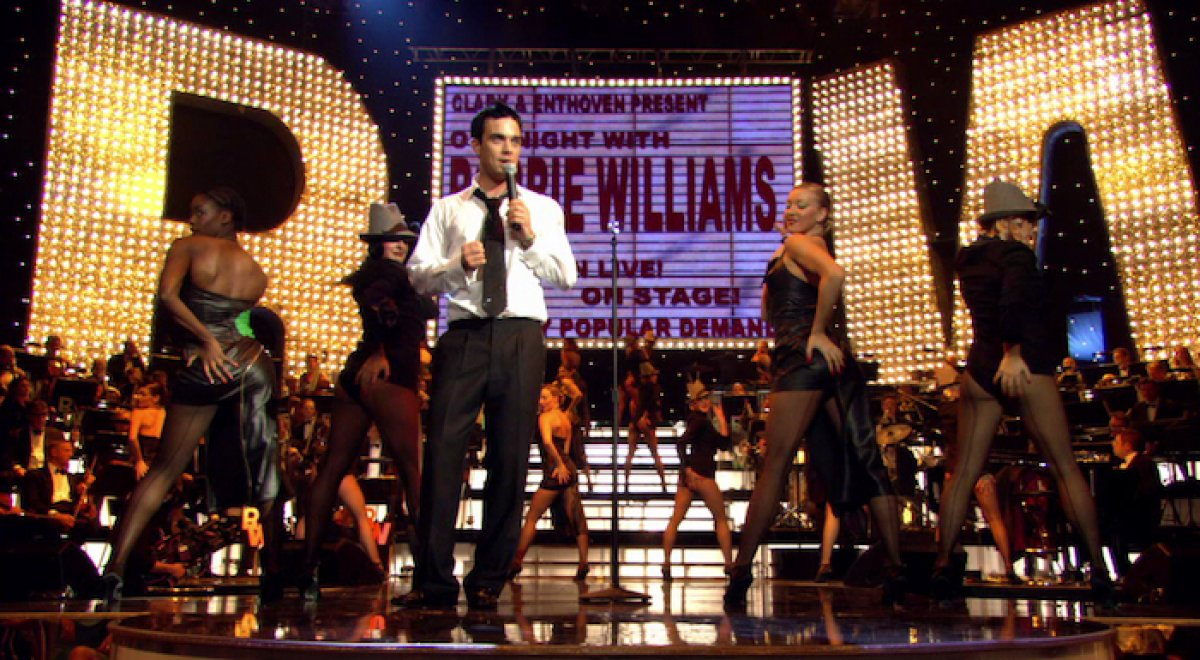
Robbie Williams ao vivo no Albert Hall, 2001

Seu próximo álbum foi Sing When You're Winning, em 2000. O primeiro single do álbum foi "Rock DJ", que obteve grande sucesso no Reino Unido e um certo reconhecimento no Estados Unidos. O clipe foi censurado nas paradas, já que o cantor aparecia rodeado de mulheres e fazia um strip-tease tirando toda a roupa. Após aparecer em nu frontal, ele arranca sua pele e passa a arrancar pedaços de seu corpo até que só restassem os ossos.
Em 2001, lançou o álbum Swing When You're Winning onde faz várias homenagens em estilo swing a Frank Sinatra, Sammy Davis Jr., entre outros, e contando com a participação de Nicole Kidman em uma faixa. O álbum inspirou a gravação do DVD "Live at the Albert Hall", onde Williams interpreta várias das canções gravadas.
Ainda em 2001 ele grava um cover de "We Are the Champions" com os integrantes da banda Queen para a trilha sonora do filme Coração de Cavaleiro.
Em 2002 lança Escapology, na qual se encontram os sucessos "Feel", "Sexed Up" e "Come Undone". Para promover o álbum, sai em turnê e no outono de 2003, faz um grandioso espetáculo em Knebworth, entrando no Guinness por dois motivos: um por lotar Knebworth por três dias consecutivos, e outro por cantar no "maior karaoke do mundo" a canção "Strong".

### 2004–2008: O sucesso continua
Em 2004, lança um disco Greatest Hits, contendo o melhor de seus sete anos de carreira e duas faixas-bônus: "Radio" e "Misunderstood".
Já em 2005, lançou Intensive Care, da qual saíram três singles: "Tripping" [#1 Reino Unido; #1 França; #1 Alemanha; #5 Austrália], "Advertising Space" [#23 Reino Unido; #50 França; #67 Alemanha; #41 Austrália] e "Sin, Sin, Sin" [#32 Reino Unido; #69 França; #120 Alemanha; - Austrália]. No mesmo ano apresentou-se no Live 8, cantando quatro músicas.

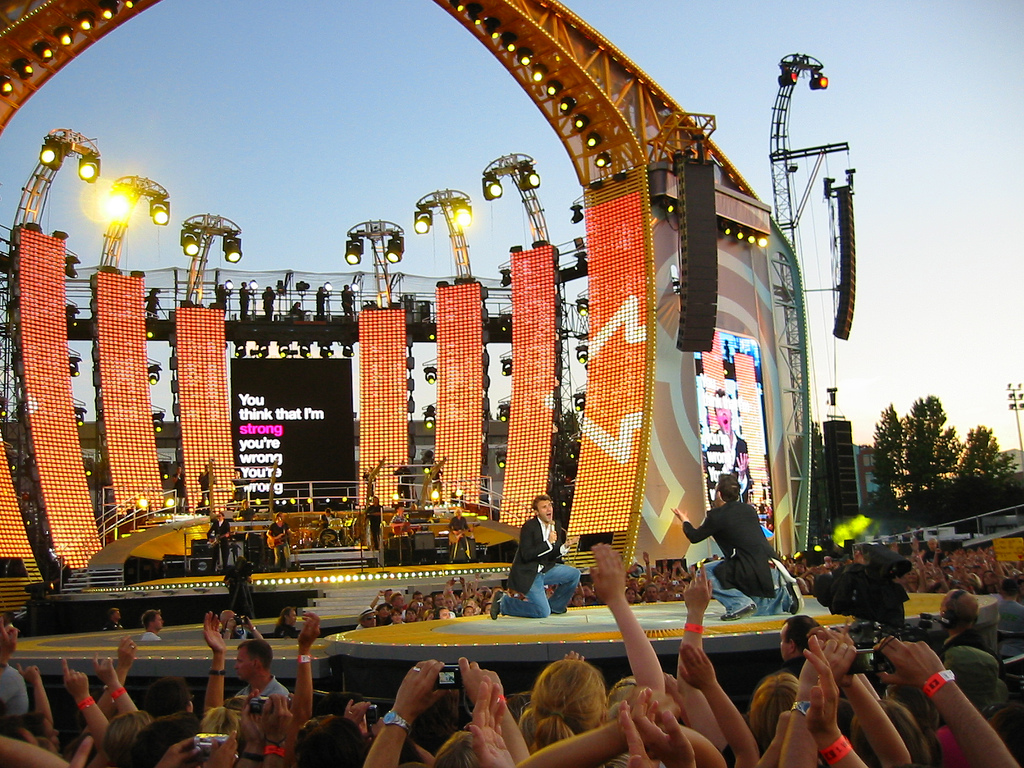
Robbie Williams e Jonathan Wilkes cantando "Strong" durante show da turnê Close Encounters (2006), em Hamburgo.

Em 2006 Robbie Williams volta novamente ao livro dos recordes  por vender, em apenas um dia, mais de 1,6 milhões de ingressos para a turnê Clouse Encounters, que passou pelo Brasil no dia 18 de Outubro de 2006, na Praça da Apoteose no Rio de Janeiro.
Dia 23 de Outubro de 2006, saiu um disco novo: Rudebox - um disco muito electro e muito diferente dos anteriores.
No dia 13 de Fevereiro de 2007, dia do seu aniversário, Robbie Williams internou-se numa clínica de reabilitação de drogas e álcool, dando uma longa pausa em sua carreira. 

### 2009: Reality Killed The Video Star
Robbie volta a morar na Inglaterra, e desmente rumores sobre sua volta ao grupo Take That, ele lançou em 9 de novembro de 2009 o álbum intitulado Reality Killed the Video Star, que tem como primeiro single a música "Bodies". Depois foram lançados os singles "You Know Me" e "Morning Sun".
Ao longo de sua carreira solo, Robbie Williams foi um verdadeiro e ininterrupto furacão. As estatísticas não deixam dúvidas sobre as conquistas dele: mais de 55 milhões de álbuns vendidos, mais prêmios Brit (o Grammy inglês) recebidos do que qualquer outro cantor na história, as três noites de show em Knebworth no ano de 2003 diante de 375 mil pessoas, o maior número de entradas já vendido em um único dia (1 milhão e 600 mil, para sua turnê Close Encounters de 2006), e muito mais.
Reality Killed the Video Star, lançado no Reino Unido em novembro de 2009, já contabiliza um milhão de cópias apenas na região e foi o álbum a alcançar a terceira melhor posição na primeira semana de vendas de qualquer outro álbum no Reino Unido, sendo superado por muito pouco o fenômeno que foi Susan Boyle.
"É incrível ouvir o álbum e perceber que já são 20 anos fazendo música e shows. E a melhor coisa sobre o álbum é que ele não é apenas uma celebração ao meu passado, mas também uma ponte para o futuro", resume Robbie Williams. "O fato de que parte do futuro inclui um nome do meu passado, torna tudo ainda mais pungente para mim", completa o astro.

### 2010-2011: In and Out of Consciousness e o retorno ao Take That
Em junho de 2010, anunciou-se oficialmente que Williams estava pronto para lançar o seu segundo álbum de coletânea, In and Out of Consciousness: Greatest Hits 1990–2010, para celebrar o seu aniversário de 20 anos na música. A coletânea de sucessos chegou ao topo das paradas britânicas e incluía um novo single ("Shame"), escrita e cantada por Williams e Gary Barlow, o seu parceiro de Take That.
A parceria aumentou os boatos de que Robbie Williams poderia se juntar a sua antiga banda, já que uma reunião vinha sendo especulada pela mídia inglesa desde que apareceram Robbie e os demais membros do Take That juntos no palco do "Children in Need" em 2009, quando também cantaram Hey Jude ao lado de Paul McCartney e vários outros artistas.

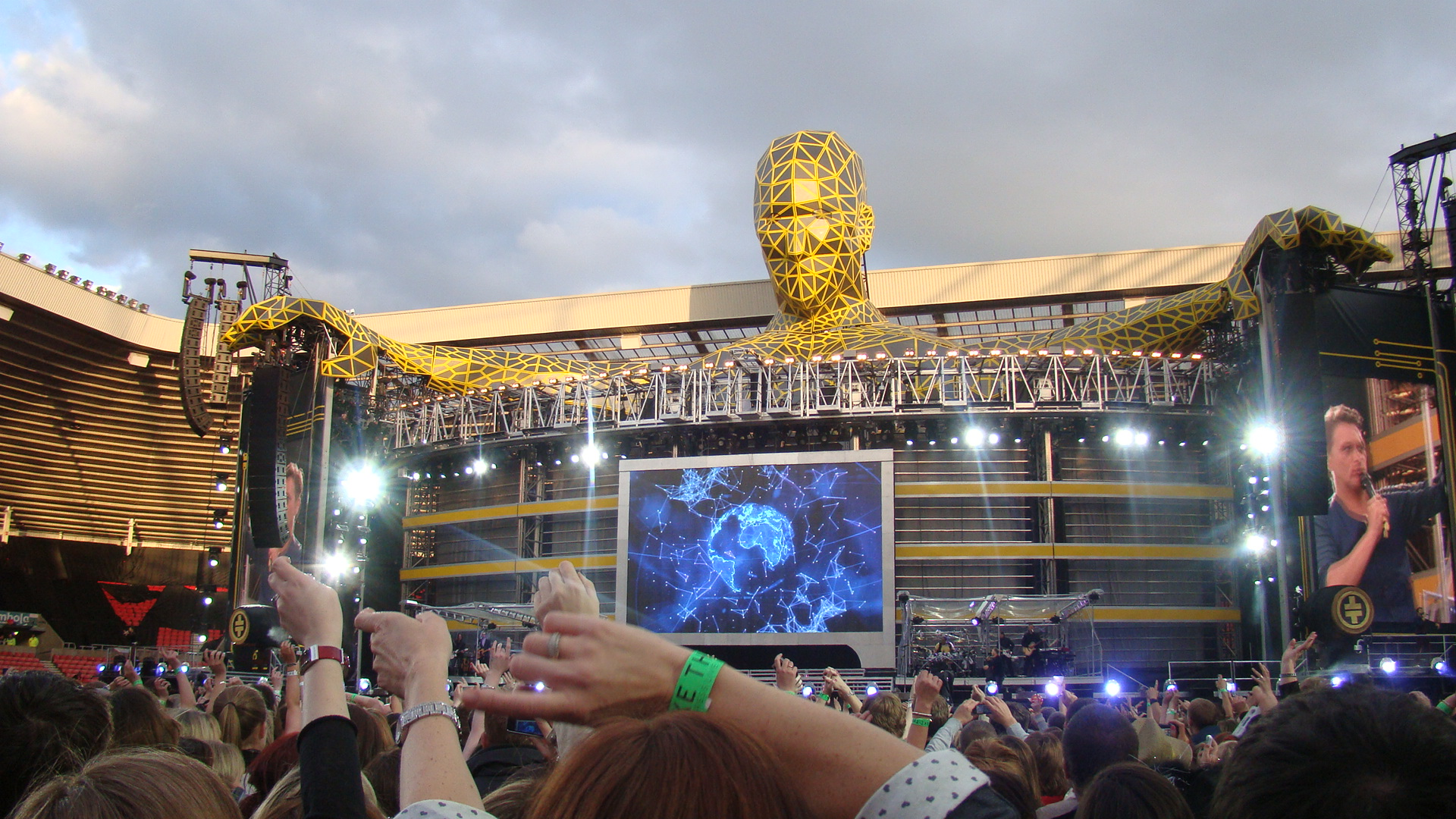
Palco da Turnê "Progress Live" em que Robbie Williams se reuniu ao Take That (2011)

##### O sucesso estrondoso de "Progress", álbum que marca o retorno de Williams ao Take That
No dia 16 de julho de 2010 o site oficial de Robbie confirmou os rumores e anunciou o retorno de Robbie ao Take That, sua antiga banda, para o lançamento do álbum Progress. A música "The Flood" foi escolhida como o primeiro single, sendo lançada em 07 de Novembro. O álbum saiu duas semanas depois, permanecendo por 6 semanas no topo das paradas britânicas, tornando-se o mais vendido de 2010.  Além disso, foi o segundo da história do Reino Unido a vender mais de meio milhão de cópias na primeira semana de lançamento sendo considerado um dos maiores sucessos da industria fonográfica global.

Após o sucesso de venda do álbum, a banda anunciou que embarcaria em uma turnê de estádios pelo Reino Unido, entitulando-a de "Progress Live - 2011", que teve início em 27 de Maio, em Sunderland, e terminou com 8 shows no estádio de Wembley, em Julho de 2011. 

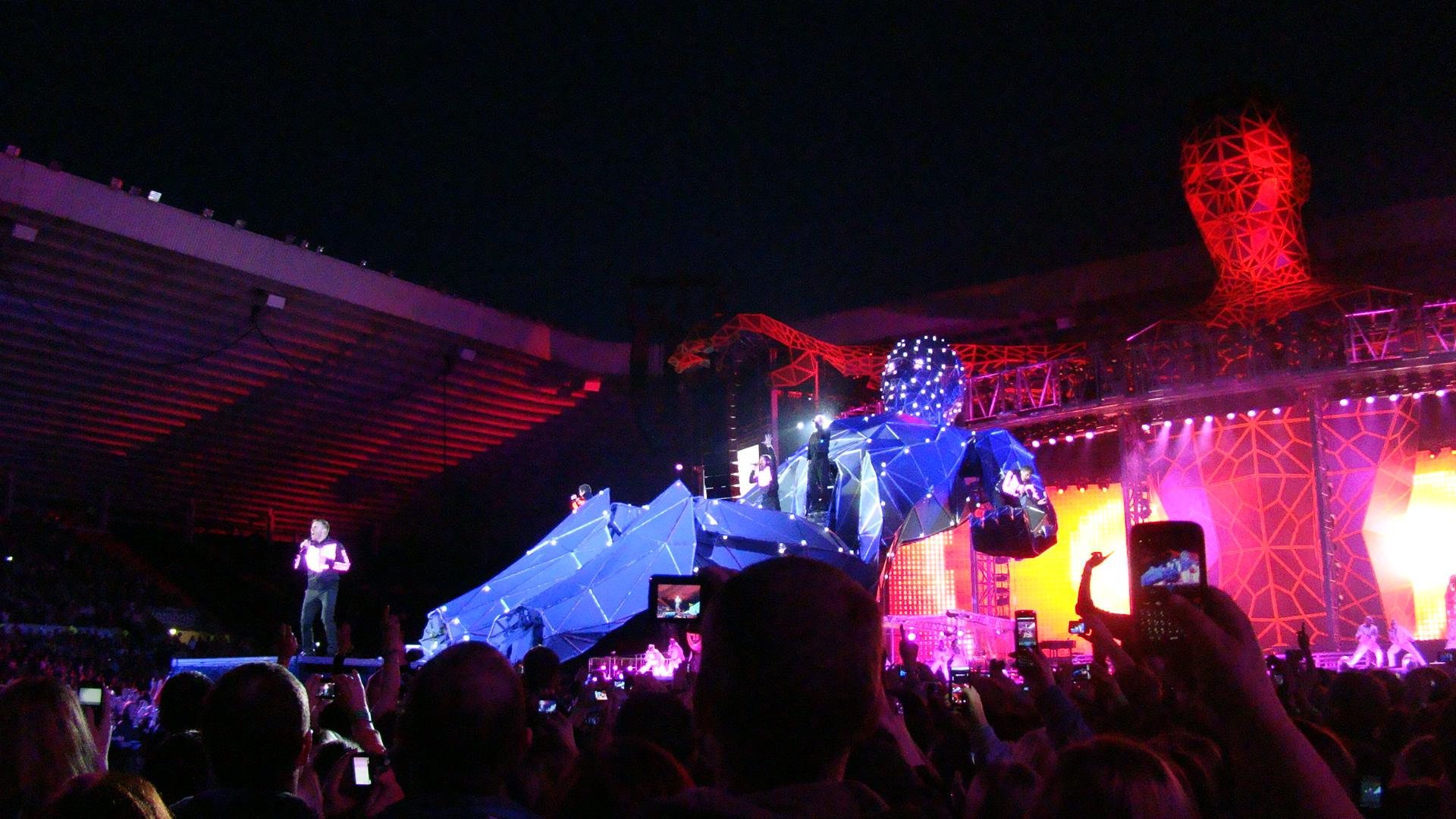
Progress Live 2011 Tour, Sunderland Stadium of Light

A demanda para a compra de ingressos para o show foi uma das maiores da história da música, superando as vendas de This is It, de Michael Jackson. Além disso, a alta procura gerou uma série de transtornos, inclusive nas linhas de telefone do Reino Unido, desencadeados pela venda de mais de 1 milhão e 300 mil ingressos em um único dia.
Os 8 concertos de Wembley que marcaram o final da turnê britânica ocorreram entre os dias 30 de junho de 2011 e 09 de Julho de 2011 e foram vistos por aproximadamente 623.737 pessoas. Esses shows acabaram se tornando a maior bilheteria da história da música, rendendo aproximadamente £38.09.,558,00 e superando a marca de Bruce Springsteen, que havia arrecadado £23.5 milhões de libras ao tocar por 10 noites no Giants Stadium, em Nova Jersey, no ano de 2003.
Após o fim da pena inglesa, a banda continuou a se apresentar em algumas das cidades mais importantes da Europa, tornando-se a turnê mais rentável do ano de 2011.

### 2012:  Take the Crown e a volta em carreira solo
Após o término da Progress Live, Gary Barlow confirmou que Robbie estava deixando o Take That novamente, mas que seria bem-vindo quando quisesse. Robbie, então, começou a produzir seu nono álbum de estúdio em Los Angeles, intitulado Take the Crown, lançado em 5 de novembro de 2012.
Juntamente com o álbum foi anunciada uma  turnê promocional, que contou com Olly Murs fazendo o show de abertura e, ainda, uma participação especial no show do principal, cantando Kids ao lado de Robbie.
O primeiro single "Candy" ficou em primeiro lugar nas paradas britânicas, tornando-se um sucesso imediato. Segundo Robbie, uma ideia que veio do nada em sua cabeça, e descreveu a canção como sendo uma clássica canção pop de verão. Robbie gravou o video em meados de agosto, dirigido por Joseph Kahn, responsável por videos como "Toxic" de Britney Spears
Neste período, foi anunciado que Robbie seria pai pela primeira vez, de uma menina, o que fez com que desmarcasse sua participação na cerimônia de encerramento dos Jogos Olímpicos de Verão de 2012 em Londres, devido ao estágio de gravidez de sua esposa.

#### A Abertura do Show em Comemoração ao Jubileu de Diamante da Rainha Elizabeth II
Em Junho de 2012 Robbie foi o cantor de abertura do Diamond Jubilee Concert realizado em homenagem aos 60 anos de reinado da Rainha Elizabeth II. O evento foi realizado em frente ao Palácio de Buckingham.
Para abrir o show, Robbie cantou "Let me Entertain You" acompanhado de integrantes Coldstream Guards (tropa de infantaria de elite do Exército britânico, integrante da Household Division). Durante o show, que contou com a participação dos maiores expoentes da música britânica, ele voltou novamente ao palco para cantar um cover de "Mack the Knife".

### 2013: Swing Both Ways
Swings Both Ways é o décimo álbum de estúdio do cantor e compositor inglês Robbie Williams, sendo seu segundo álbum de swing depois de Swing When You're Winning, de 2001. Lançado em 5 de novembro de 2013, o álbum marcou o primeiro grande trabalho de Williams com seu antigo colaborador de longa data, Guy Chambers, desde Escapology, de 2002. Chambers produziu o álbum e co-escreveu a maior parte do novo material do álbum com Williams.
O álbum estreou no topo da parada de álbuns do Reino Unido, com vendas de 109.000 cópias na primeira semana, tornando-se o milésimo álbum número um do Reino Unido. Com duetos de Robbie Williams com outros cantores como Lily Allen, Michael Bublé, Kelly Clarkson, Olly Murs, and Rufus Wainwright, Swing both Ways acabou se tornando o décimo 11º álbum de Williams a chegar ao topo da parada britânica.

### 2016: The Heavy Entertainment Show
The Heavy Entertainment Show é o décimo primeiro álbum de estúdio do artista musical inglês Robbie Williams. Foi lançado em 4 de novembro de 2016 pela Columbia Records. Conta com participações especiais de Rufus Wainwright, John Grant e Helena Bonham-Carter, conhecida por seu papel como Bellatrix Lestrange na série Harry Potter. O álbum foi produzido majoritariamente por Guy Chambers e Richard Flack, juntamente com vários produtores, como Stuart Price, Johnny McDaid e Gary Go.
O álbum estreou no topo da parada de álbuns do Reino Unido e permaneceu no top 10 por três semanas. Também alcançou o topo em outros quatro países. O álbum foi promovido com a "The Heavy Entertainment Show Tour", que começou em 2 de junho de 2017 em Manchester e terminou em 17 de novembro de 2018 na Cidade do México.

#### A Polêmica Abertura da Copa do Mundo FIFA de 2018
Em 14 de Junho de 2018 Robbie Williams foi o astro da abertura da Copa do Mundo FIFA de 2018, realizada na Rússia. 

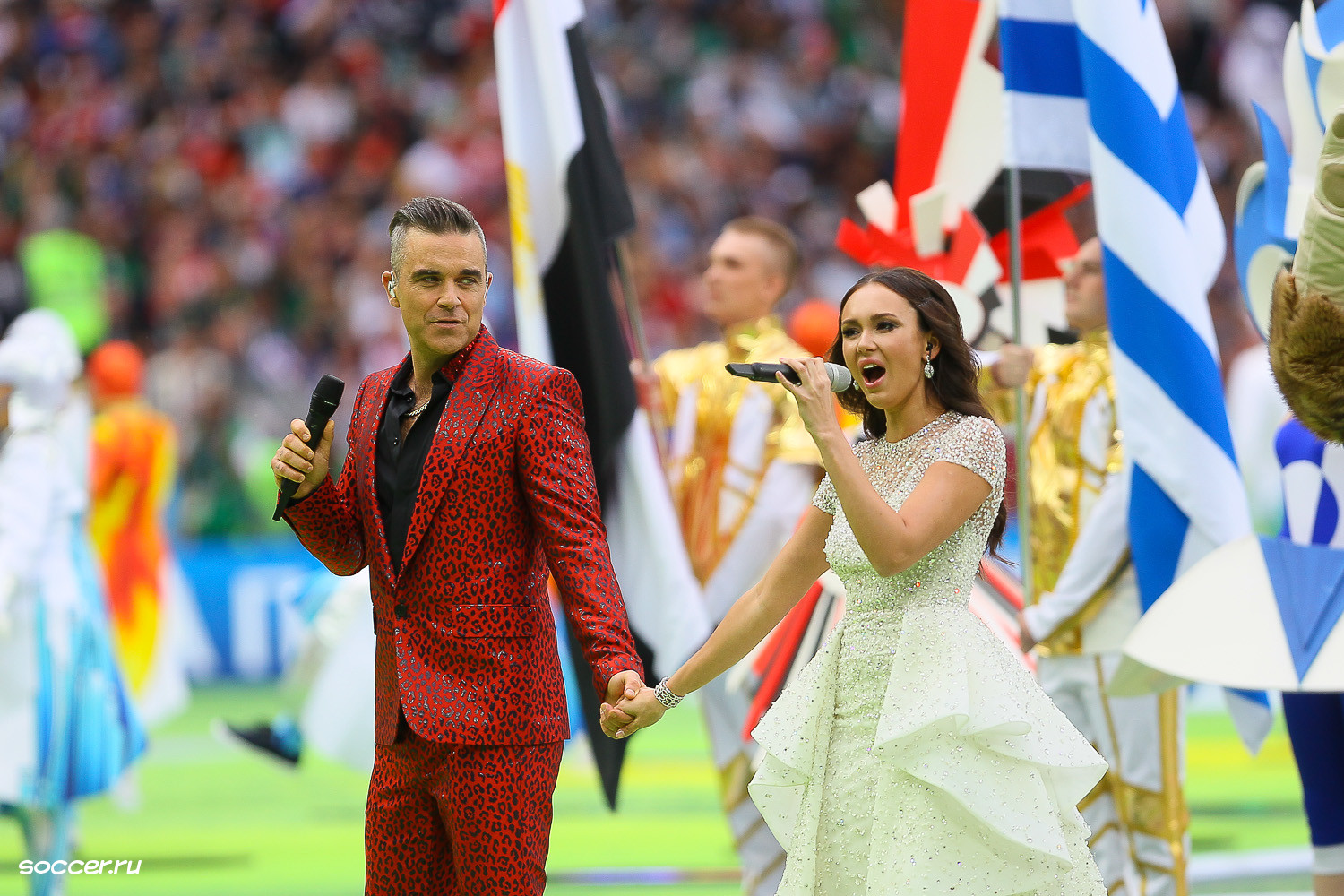
Robbie Williams ao lado da soprano russa Aida Garifullina durante a abertura da Copa do Mundo da Rússia de 2018

Durante aproximadamente 15 minutos, ele embalou o público cantando quatro de seus hits: "Let Me Entertain You", "Feel", "Angels" e "Rock DJ". Também participaram da cerimônia a soprano Russa Aida Garifullina e o jogador Ronaldo. 
A escolha de Robbie Williams para a cerimônia de abertura ocorreu em um contexto de uma grave crise diplomática estabelecida entre o Governo Inglês e o Governo Russo. Após acusar formalmente o governo russo de tentar matar ex-agente russo Sergei Skripal acolhido na Inglaterra, a então Primeira Ministra Theresa May instituiu um boicote ao evento e anunciou que seu país não enviaria ministros e tampouco membros da família real à Copa do Mundo da Rússia. O Governo Russo respondeu dizendo que a atitude tinha a “clara intenção de prejudicar a realização da Copa do Mundo”.
Ao aceitar o convite, Robbie foi duramente criticado por líderes britânicos por "desrespeitar o boicote". As manifestações publicadas pelo jornal The Guardian, um dos mais importantes da Europa, chegaram a dize que ele teria vendido a alma a Putin.
Em resposta à polêmica, o astro britânico resolveu trocar a letra da canção "Rock DJ",  que era a última da apresentação. Dirigindo-se à câmera de TV e dançando, ele alterou o verso de "Pimpin’ ain’t easy, most of them fleece me very night" para "Pimpin’ ain’t easy, most of them fleece me but I did this for free". Não satisfeito, ele ainda mostrou o dedo do meio para a câmera, gesto que foi transmitido ao vivo para milhões de espectadores espalhados pelo planeta.
Ao ser questionado sobre a situação, Robbie resolveu brincar com o incidente, dizendo que não pretendia causar um "incidente internacional". Segundo ele, o plano era manter a afinação e não cair durante a apresentação. No entanto, ele viu que faltava um minuto para o fim da apresentação e ele não sabia se conseguiria terminar a música no tempo, então mostrou o dedo para iniciar a contagem.

### 2019: The Christmas Present
The Christmas Present é o décimo segundo álbum de estúdio do cantor e compositor inglês Robbie Williams, e seu primeiro álbum de estúdio desde The Heavy Entertainment Show, de 2016. Foi lançado em 22 de novembro de 2019 e conta com participações especiais de Tyson Fury, Rod Stewart, Jamie Cullum, Helene Fischer e Bryan Adams. 
Na metade da segunda semana de lançamento, o álbum alcançou a primeira posição no topo das paradas britânicas, tornando-se o 13º álbum de Williams a alcançar esta marca. Isto fez com que ele empatasse com Elvis Presley pelo maior número de álbuns em primeiro lugar no Reino Unido. 

### 2022: XXV
Em 9 de setembro de 2022 foi lançada a coletânea XXV, em celebração aos 25 anos de carreira de Robbie Williams. O álbum contou com novas versões dos clássicos do canto, além de material novo. O álbum estreou em primeiro lugar na parada oficial de álbuns do Reino Unido, oportunidade em que Robbie Williams quebrou todos os recordes anteriores da Official Chart com seu 14º álbum solo a alcançar o top das paradas britânicas.
Em 24 de setembro de 2022, Williams se apresentou na Grande Final da Australian Football League - AFL de 2022, realizada no Melbourne Cricket Ground em Melbourne. Williams cantou "Let Me Entertain You", "Rock DJ", "Lost" e "Feel" antes de apresentar "Angels", que  dedicou ao jogador de críquete australiano Shane Warne, que havia morrido em março de 2022. Em seguida, Williams fez um cover de "You're the Voice", de John Farnham, dizendo: "A próxima música é o hino nacional não oficial da Austrália! Vamos todos mandar nosso amor para John e sua família". Apenas dois dias antes, em 22 de setembro de 2022, John Farnham havia divulgado um comunicado informando que seria submetido a uma cirurgia imediata após ser diagnosticado com câncer. Williams então cantou "Kids" com a cantora australiana Delta Goodrem.
A turnê para a promoção de XXV começou em 9 de outubro de 2022 na O2 Arena e terminou em Schladming, na Áustria, em 8 de Dezembro de 2023.

### Better ManeBritpop(2024–2025)
Em agosto de 2024, Better Man, cinebiografia musical sobre a vida de Robbie Williams, estreou com aclamação no Festival de Cinema de Telluride. A trilha sonora do filme foi lançada ao longo dos meses seguintes e, em 24 de janeiro de 2025, com o lançamento em CD, alcançou o primeiro lugar no UK Albums Chart. Com isso, Williams conquistou seu 15º álbum número um no Reino Unido, igualando-se aos Beatles como o artista com mais álbuns no topo das paradas britânicas.
Em 21 de maio de 2025, Williams anunciou o lançamento de seu décimo terceiro álbum de estúdio, intitulado Britpop. No mesmo dia, lançou o single principal do projeto, “Rocket”, com participação especial do guitarrista Tony Iommi. A versão deluxe desse álbum traz o single "Desire", primeiro hino Oficial da FIFA que Robbie Williams lançou com Laura Pausini na final do Mundial de Clubes de 2025.

## Vida pessoal

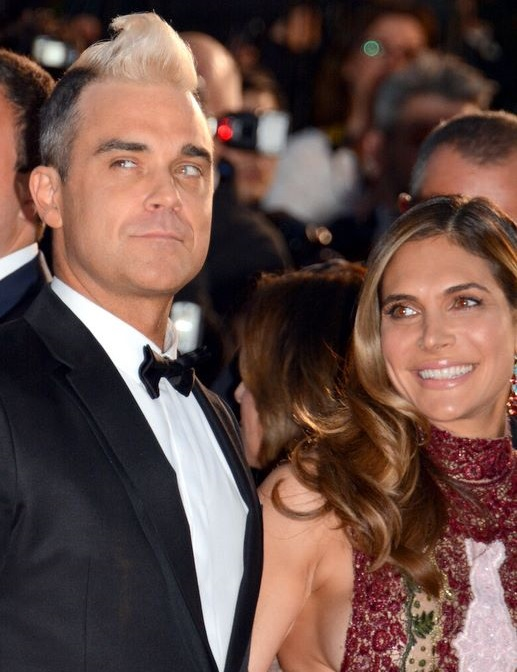
Williams no Festival de Cinema de Cannes 2015 com sua esposa Ayda Field.

Robbie Williams se casou nos Estados Unidos com a atriz norte-americana Ayda Field em 7 de agosto de 2010. 
Eles foram pais pela primeira vez em setembro de 2012, quando nasceu Theodora Rose Williams, "Teddy". A criança foi apresenta ao mundo durante o casamento da Princesa Eugénia, do Reino Unido, quando foi uma das escolhidas para atuar como "dama de honra", acompanhada pelo herdeiro do trono britânico, príncipe Jorge de Gales, filho primogênito do Principe William e neto do Rei Charles III e da Princesa Diana. Na oportunidade, "Teddy", com apenas 6 (seis) anos, viralizou ao perguntar a Sarah Ferguson se ela era a Rainha, fato capturado pela imprensa.
Além de Teddy, Robbie Williams possui outras três crianças: Colette (Coco), Charlton e Beau

## Outros Projetos

#### Soccer Aid (2006)

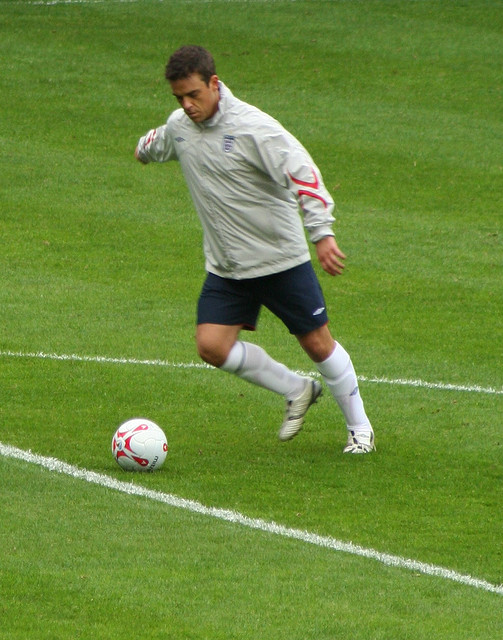
Robbie Williams treinando para o jogo de 2006. Ele foi o capitão da equipe inglesa, que sagrou-se campeã.

Em 2006, Robbie Williams decidiu criar o Soccer Aid, um evento beneficente anual britânico que arrecadou milhões de libras esterlinas para ajudar a UNICEF do Reino Unido, por meio da venda de ingressos e de doações do público. O evento televisionado é uma partida de futebol em estilo de exibição entre duas equipes, a Inglaterra e o Soccer Aid World XI (anteriormente chamado de Rest of the World (ROW) até 2018), composto por celebridades e ex-jogadores profissionais que representam seus países. É o único jogo de gênero misto oficialmente sancionado pela Associação de Futebol.
Inicialmente o evento, era realizado a cada dois anos, mas desde a edição de 2018 passou a ser realizado anualmente. 
Entre os principais jogadores que participaram do evento, encontram-se Diego Maradona, Ronaldinho Gaúcho,  Dunga, Peter Schmeichel, Taffarel, Luis Figo, Romário, Zidane, Rud van Nistelrooy, Clarence Seedorf, Edwin van der Sar, Cafu, Dida, Fabio Cannavaro, Samuel Etoó, Éric Cantona, além do técnico José Mourinho.
Também já participaram do evento celebridades como Pelé, Usain Bolt, Gordon Ramsay, Liam Payne, Mo Farah, Niall Horan, Will Ferrell, Michael Sheen, Rodrigo Santoro e vários outros.

#### A Atuação como Jurado no X-Factor (2018)
Em 17 de Julho de 2018, Williams e sua esposa Ayda Field foram anunciados como jurados do talent show The X Factor, um dos maiores sucessos da televisão britânica. Ao lado deles estaria Louis Tomlinson, do One Direction e Simon Cowell.

#### Lufthaus (2022)
Em 25 de fevereiro de 2022, foi revelado que Williams havia se unido a seus colaboradores regulares Tim Metcalfe e Flynn Francis para gravar a faixa trance intitulada "Sway" sob o novo pseudônimo 'Lufthaus'.  Ao tratar sobre o projeto paralelo, Williams disse que estava trabalhando em músicas mais experimentais com seus amigos. O álbum de estreia do Lufthaus, "Visions - Volume 1", foi lançado em 6 de outubro de 2023, via Armada Music. Uma das faixa do álbum, "Immortal", traz a participação da cantora e compositora Sophie Ellis-Bextor.

#### Documentário da Netflix (2023)
Em 8 de Novembro de 2023 estreiou o documentário intitulado Robbie Williams. Dirigido por Joe Pearlman,  a série foi dividida em 4 partes e trouxe material inédito de mais de 30 anos de gravação. Cinco dias após o seu lançamento, o documentário havia atingido o primeiro lugar dos mais assistidos em 22 (vinte e dois) países, entrando no Top 10 de outros 29 (vinte e nove).

##### Filme: Better Man (2024)
Em 2024, Williams foi o assunto do filme Better Man, batizado com o nome de uma de suas canções. Dirigido por Michael Gracey, o filme conta a história das três primeiras décadas de vida do cantor, com a abordagem diferenciada de retratar Williams como um chimpanzé,  interpretado por Jonno Davies como adulto e Carter J. Murphy como criança. Williams ainda participa como narrador. Aclamado pela crítica, o filme recebeu uma indicação ao 82º Globo de Ouro na categoria de Melhor Canção pela música "Forbidden Road", e uma no Oscar 2025 na categoria Melhores Efeitos Visuais, com "Forbidden Road" sendo desqualificada de concorrer a Melhor Canção por não cumprir os requisitos de nomeação.

## Discografia

### Álbuns de estúdio
- Life thru a Lens (1997)
- I've Been Expecting You (1998)
- The Ego Has Landed (1999) - Compilação
- Sing When You're Winning (2000)
- Swing When You're Winning (2001)
- Escapology (2002)
- Live at Knebworth (2003) - Ao Vivo
- Greatest Hits (2004) - Compilação
- Intensive Care (2005)
- Rudebox (2006)
- Reality Killed the Video Star (2009)
- In and Out of Consciousness (2010) - Compilação
- Take the Crown (2012)
- Swings Both Ways (2013)
- Under the Radar Vol. 1 (2014) - Compilação
- The Heavy Entertainment Show (2016)
- Under the Radar Vol. 2 (2017) - Compilação
- Under the Radar Vol. 3 (2019) - Compilação
- The Christmas Present (2019)
- XXV (2022) - Compilação
- Better Man (2024) - Soundtrack
- Britpop (2025)

## Turnês
- 1997: Show Off Must Go On Tour
- 1998: Ego Has Landed Tour
- 1998–99: One More for the Rogue Tour
- 1999: 1999 Tour (Man, The Myth, The Tax Bill [a.k.a. Born To Be Mild], A Few Dollars More..., Get Your Coat Baby, You've Pulled!)
- 2000–01: The Sermon on the Mount Tour
- 2001: Weddings, Barmitzvahs & Stadiums Tour
- 2003: 2003 Tour (Weekends of Mass Distraction, Cock of Justice, Aussie Typo)
- 2006: Close Encounters Tour
- 2013: Take the Crown Stadium Tour
- 2014: Swings Both Ways Live
- 2015: Let Me Entertain You Tour
- 2017-18: Heavy Entertainment Show
- 2022-23: XXV Tour